# Radkova Lhota
Radkova Lhota je obec v okrese Přerov v Olomouckém kraji. Žije zde 209 obyvatel.

## Historie
První písemná zmínka o obci pochází z roku 1397 (Lhotka). Před rokem 1480 se stala součástí panství dřevohostického rodu Stašů. Následně byla prodána rodu Žerotínů. V roce 1635 ji přikoupil pan z Rottalu ještě s 10 jinými obcemi k panství holešovskému a v roce 1640 k panství bystřickému.

## Obyvatelstvo
Obec je na druhém místě v ČR v podílu obyvatel nad 65 let, hned za obcí Nelepeč-Žernůvka (61,7 % obyvatel ve věku nad 65 let) s hodnotou 55,8 % obyvatel nad 65 let věku.[kdy?] Toto je způsobeno tím, že více než polovina obyvatel jsou rezidenty domova pro seniory, který je umístěn v zámku Lhotsko, jenž spadá pod Radkovu Lhotu. Spolu s obcí Anenská Studánka má Radkova Lhota nejnižší podíl ekonomicky aktivních obyvatel v ČR (20,9 %).[kdy?]
| Rok            | 1869 | 1880 | 1890 | 1900 | 1910 | 1921 | 1930 | 1950 | 1961 | 1970 | 1980 | 1991 | 2001 | 2011 | 2021 |
| -------------- | ---- | ---- | ---- | ---- | ---- | ---- | ---- | ---- | ---- | ---- | ---- | ---- | ---- | ---- | ---- |
| Počet obyvatel | 163  | 152  | 188  | 218  | 212  | 193  | 207  | 126  | 199  | 232  | 221  | 230  | 215  | 225  | 281  |
| Počet domů     | 19   | 19   | 23   | 24   | 24   | 27   | 26   | 33   | 29   | 31   | 31   | 35   | 35   | 36   | 37   |

## Obecní správa
Mezi lety 1869–1983 Radkova Lhota byla obcí v okrese Holešov (1869–1950) a později v okrese Přerov. Od 1. července 1983 do 23. listopadu 1990 patřil jako část městyse k Dřevohosticím a od 24. listopadu 1990 je opět samostatnou obcí.

### Obecní symboly
Znak a vlajka byly obci uděleny rozhodnutím předsedy Poslanecké sněmovny Parlamentu České republiky dne 30. listopadu 2007.

## Galerie

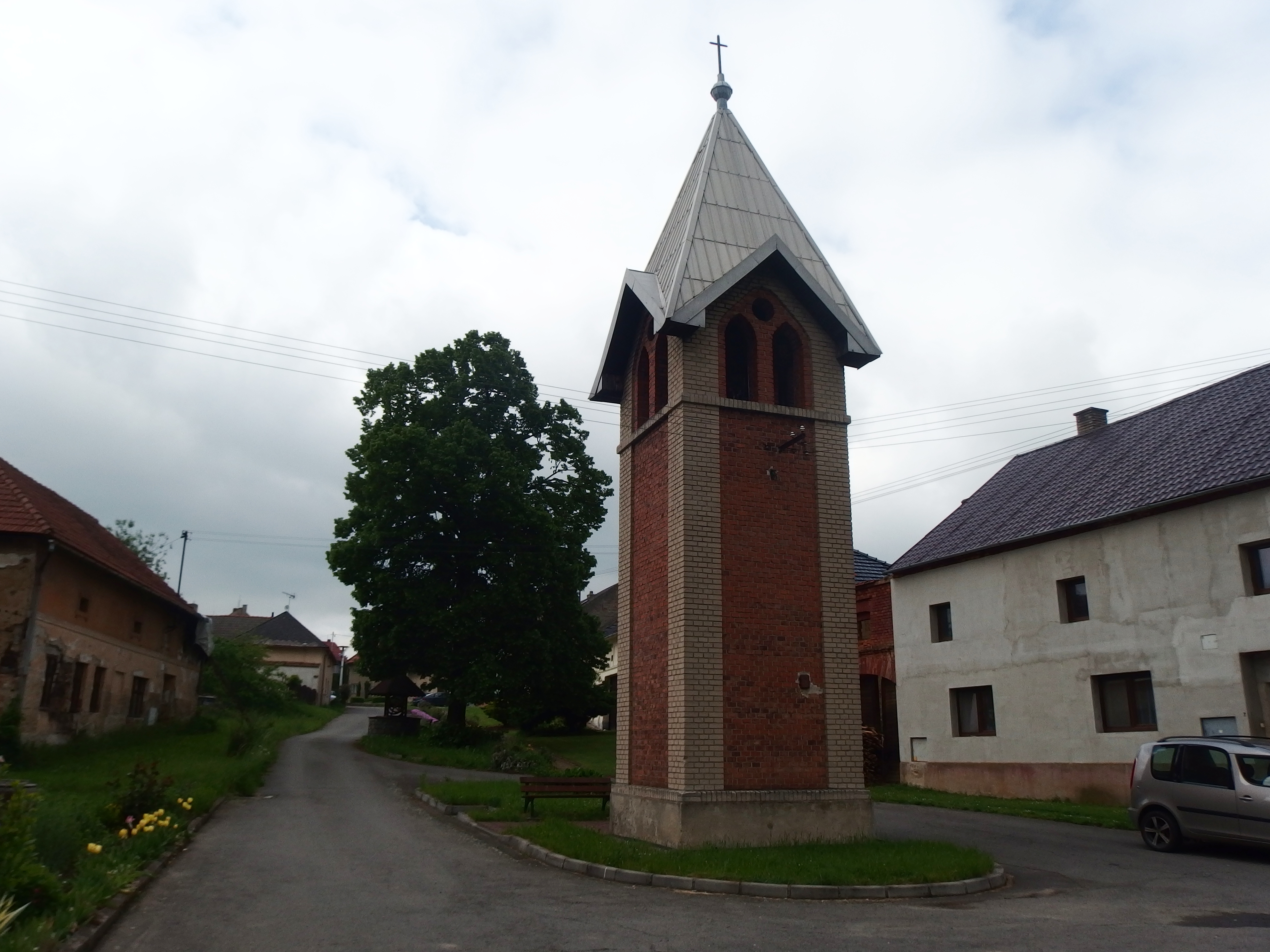
Zvonice
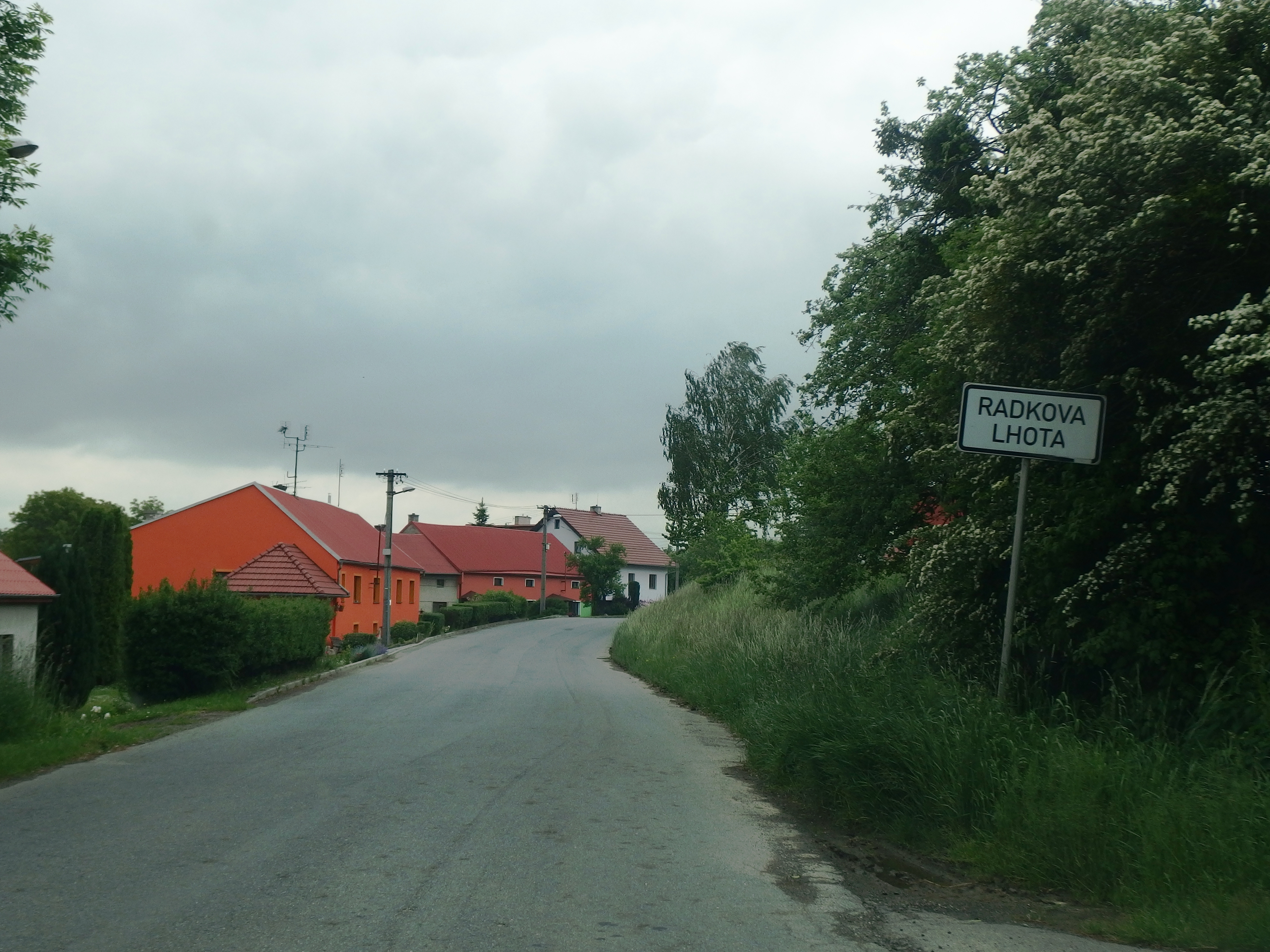
Příjezd do obce
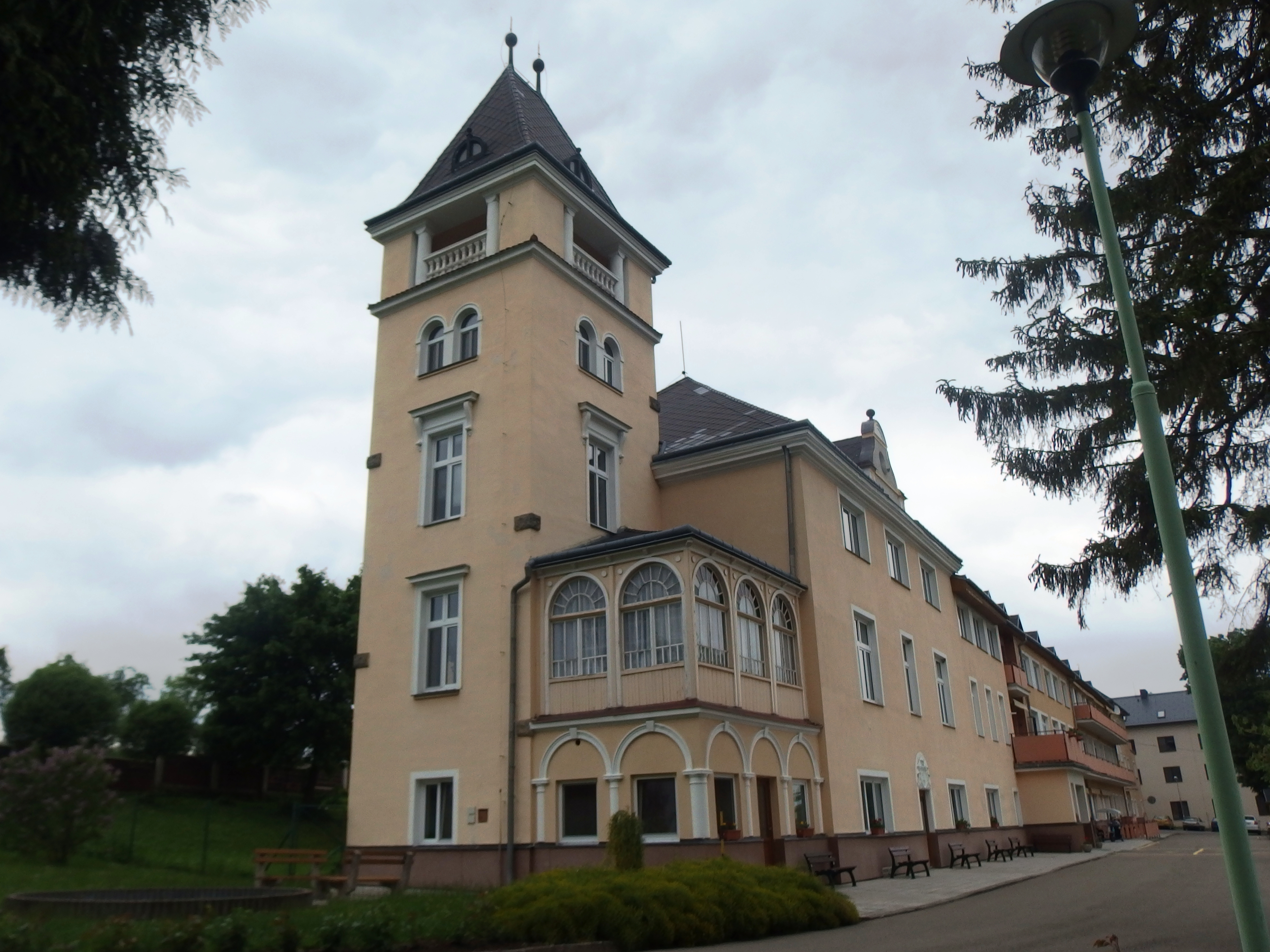
Zámek Lhotsko, dnes domov pro seniory
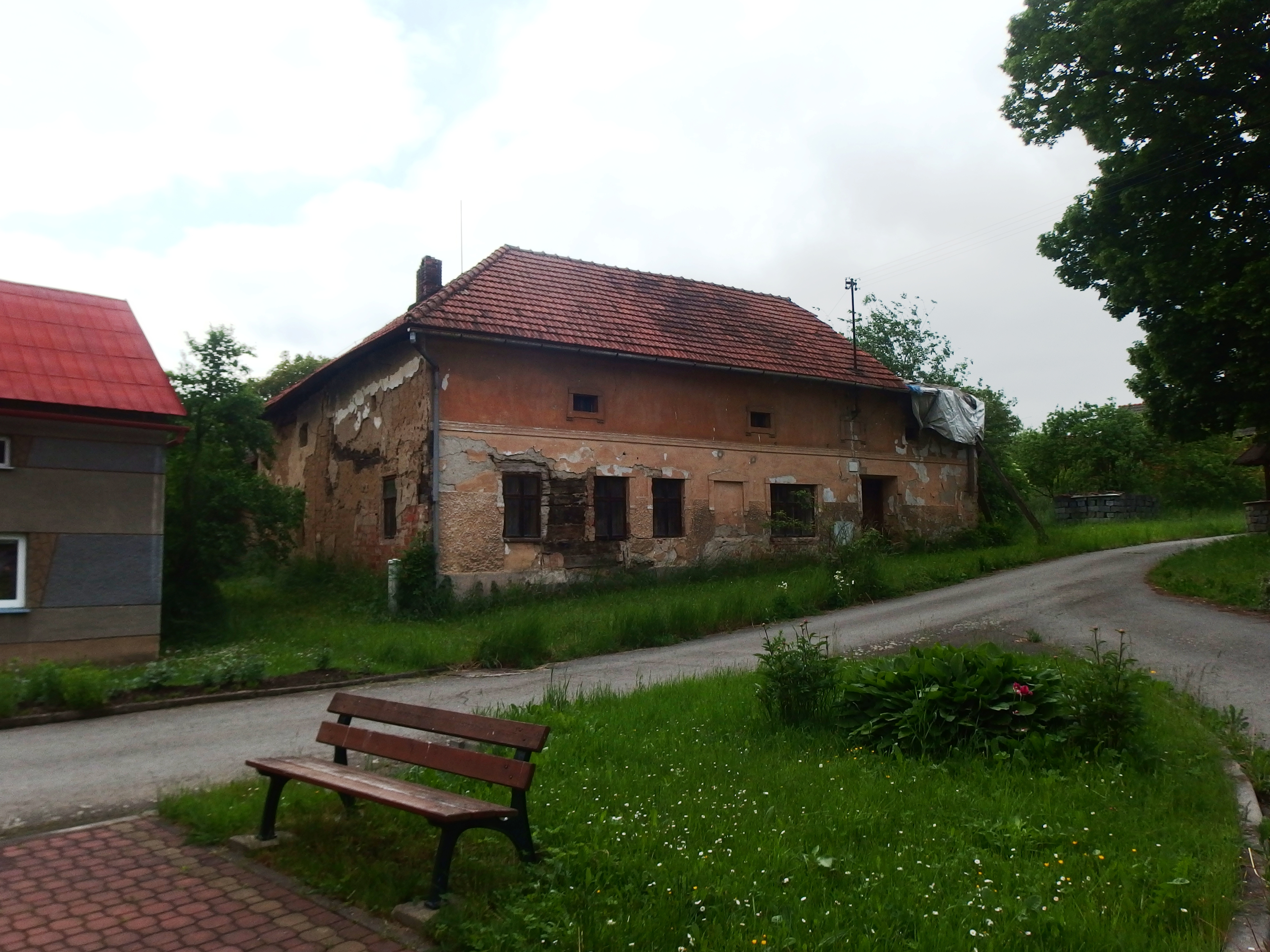
Zchátralý tradiční dům